# Sydostasiatiska mästerskapet i fotboll för damer 2015
Sydostasiatiska mästerskapet i fotboll för damer 2015 var det 8:e sydostasiatiska mästerskapet för damer och avgjordes mellan 1 och 10 maj 2015 i Vietnam. Turneringen vanns av Thailand före Burma och Australien U20.

## Gruppspel

### Grupp A
| Nr | Lag            | S | V | O | F | GM | IM | MS  | P |
| -- | -------------- | - | - | - | - | -- | -- | --- | - |
| 1  | Australien U20 | 3 | 3 | 0 | 0 | 11 | 0  | +11 | 9 |
| 2  | Thailand       | 3 | 2 | 0 | 1 | 22 | 4  | +18 | 6 |
| 3  | Laos           | 3 | 1 | 0 | 2 | 2  | 13 | −11 | 3 |
| 4  | Indonesien     | 3 | 0 | 0 | 3 | 1  | 19 | −18 | 0 |

| 1           | 1 maj 2015  | Thailand | 0 – 3           | Australien U20                                            | Thống Nhất Stadium                                            |                                                               |
| 16:00 UTC+7 | 16:00 UTC+7 |          | (0 – 0) Rapport | 53′ (str.) Amy Harrison 77′ Beattie Goad 83′ Emma Checker | Ho Chi Minh-staden Publik: 10 Domare: Thein Thein Aye (Burma) | Ho Chi Minh-staden Publik: 10 Domare: Thein Thein Aye (Burma) |
| 16:00 UTC+7 | 16:00 UTC+7 |          |                 |                                                           | Ho Chi Minh-staden Publik: 10 Domare: Thein Thein Aye (Burma) | Ho Chi Minh-staden Publik: 10 Domare: Thein Thein Aye (Burma) |
| 16:00 UTC+7 | 16:00 UTC+7 |          |                 |                                                           | Ho Chi Minh-staden Publik: 10 Domare: Thein Thein Aye (Burma) | Ho Chi Minh-staden Publik: 10 Domare: Thein Thein Aye (Burma) |

| 2           | 1 maj 2015  | Indonesien | 0 – 2           | Laos                                                | Thống Nhất Stadium                                                   |                                                                      |
| 18:30 UTC+7 | 18:30 UTC+7 |            | (0 – 1) Rapport | 10′ Vannida Soukpanhya 47′ (str.) Noum Angmansongsa | Ho Chi Minh-staden Publik: 10 Domare: Patchaya Boonprasit (Thailand) | Ho Chi Minh-staden Publik: 10 Domare: Patchaya Boonprasit (Thailand) |
| 18:30 UTC+7 | 18:30 UTC+7 |            |                 |                                                     | Ho Chi Minh-staden Publik: 10 Domare: Patchaya Boonprasit (Thailand) | Ho Chi Minh-staden Publik: 10 Domare: Patchaya Boonprasit (Thailand) |
| 18:30 UTC+7 | 18:30 UTC+7 |            |                 |                                                     | Ho Chi Minh-staden Publik: 10 Domare: Patchaya Boonprasit (Thailand) | Ho Chi Minh-staden Publik: 10 Domare: Patchaya Boonprasit (Thailand) |

| 5           | 3 maj 2015  | Australien U20     | 1 – 0           | Laos | Thống Nhất Stadium                                           |                                                              |
| 16:00 UTC+7 | 16:00 UTC+7 | Kobie Ferguson 59′ | (0 – 0) Rapport |      | Ho Chi Minh-staden Publik: 10 Domare: Seinn Cho Aung (Burma) | Ho Chi Minh-staden Publik: 10 Domare: Seinn Cho Aung (Burma) |
| 16:00 UTC+7 | 16:00 UTC+7 |                    |                 |      | Ho Chi Minh-staden Publik: 10 Domare: Seinn Cho Aung (Burma) | Ho Chi Minh-staden Publik: 10 Domare: Seinn Cho Aung (Burma) |
| 16:00 UTC+7 | 16:00 UTC+7 |                    |                 |      | Ho Chi Minh-staden Publik: 10 Domare: Seinn Cho Aung (Burma) | Ho Chi Minh-staden Publik: 10 Domare: Seinn Cho Aung (Burma) |

| 6           | 3 maj 2015  | Indonesien       | 01 – 10         | Thailand | Thống Nhất Stadium                                            |                                                               |
| 18:30 UTC+7 | 18:30 UTC+7 | Erma Karafir 82′ | (0 – 5) Rapport | 5′, 39′, 45′ Nisa Romyen 30′, 37′ Anootsara Maijarern 53′ Pikul Khueanpet 59′ Wilaiporn Boothduang 66′ Alisa Rukpinij 75′ Naphat Seesraum 87′ Orathai Srimanee | Ho Chi Minh-staden Publik: 10 Domare: Thein Thein Aye (Burma) | Ho Chi Minh-staden Publik: 10 Domare: Thein Thein Aye (Burma) |
| 18:30 UTC+7 | 18:30 UTC+7 |                  |                 | | Ho Chi Minh-staden Publik: 10 Domare: Thein Thein Aye (Burma) | Ho Chi Minh-staden Publik: 10 Domare: Thein Thein Aye (Burma) |
| 18:30 UTC+7 | 18:30 UTC+7 |                  |                 | | Ho Chi Minh-staden Publik: 10 Domare: Thein Thein Aye (Burma) | Ho Chi Minh-staden Publik: 10 Domare: Thein Thein Aye (Burma) |

| 9           | 5 maj 2015  | Laos | 00 – 12         | Thailand | Thống Nhất Stadium                                           |                                                              |
| 16:00 UTC+7 | 16:00 UTC+7 |      | (0 – 7) Rapport | 8′, 28′, 41′, 65′, 74′ Alisa Rukpinij 11′, 15′, 29′ Nisa Romyen 34′ Wilaiporn Boothduang 70′, 79′ Orathai Srimanee 78′ Taneekarn Dangda | Ho Chi Minh-staden Publik: 90 Domare: Seinn Cho Aung (Burma) | Ho Chi Minh-staden Publik: 90 Domare: Seinn Cho Aung (Burma) |
| 16:00 UTC+7 | 16:00 UTC+7 |      |                 | | Ho Chi Minh-staden Publik: 90 Domare: Seinn Cho Aung (Burma) | Ho Chi Minh-staden Publik: 90 Domare: Seinn Cho Aung (Burma) |
| 16:00 UTC+7 | 16:00 UTC+7 |      |                 | | Ho Chi Minh-staden Publik: 90 Domare: Seinn Cho Aung (Burma) | Ho Chi Minh-staden Publik: 90 Domare: Seinn Cho Aung (Burma) |

| 10          | 5 maj 2015  | Australien U20                                                                                            | 7 – 0           | Indonesien | Thống Nhất Stadium                                              |                                                                 |
| 18:30 UTC+7 | 18:30 UTC+7 | Jordan Baker 9′, 29′ Princess Ibini-Isei 26′ Emily Condon 32′, 60′ Alexandra Chidiac 42′ Olivia Price 56′ | (5 – 0) Rapport |            | Ho Chi Minh-staden Publik: 80 Domare: Mai Hoàng Trang (Vietnam) | Ho Chi Minh-staden Publik: 80 Domare: Mai Hoàng Trang (Vietnam) |
| 18:30 UTC+7 | 18:30 UTC+7 | |                 |            | Ho Chi Minh-staden Publik: 80 Domare: Mai Hoàng Trang (Vietnam) | Ho Chi Minh-staden Publik: 80 Domare: Mai Hoàng Trang (Vietnam) |
| 18:30 UTC+7 | 18:30 UTC+7 | |                 |            | Ho Chi Minh-staden Publik: 80 Domare: Mai Hoàng Trang (Vietnam) | Ho Chi Minh-staden Publik: 80 Domare: Mai Hoàng Trang (Vietnam) |

### Grupp B
| Nr | Lag          | S | V | O | F | GM | IM | MS  | P |
| -- | ------------ | - | - | - | - | -- | -- | --- | - |
| 1  | Vietnam      | 3 | 3 | 0 | 0 | 14 | 2  | +12 | 9 |
| 2  | Burma        | 3 | 2 | 0 | 1 | 10 | 4  | +6  | 6 |
| 3  | Filippinerna | 3 | 1 | 0 | 2 | 4  | 8  | −4  | 3 |
| 4  | Malaysia     | 3 | 0 | 0 | 3 | 0  | 14 | −14 | 0 |

| 4           | 2 maj 2015  | Malaysia | 0 – 3           | Filippinerna                           | Thống Nhất Stadium                                              |                                                                 |
| 16:00 UTC+7 | 16:00 UTC+7 |          | (0 – 2) Rapport | 23′ Jesse Shugg 72′, 75′ Joana Houplin | Ho Chi Minh-staden Publik: 10 Domare: Mai Hoàng Trang (Vietnam) | Ho Chi Minh-staden Publik: 10 Domare: Mai Hoàng Trang (Vietnam) |
| 16:00 UTC+7 | 16:00 UTC+7 |          |                 |                                        | Ho Chi Minh-staden Publik: 10 Domare: Mai Hoàng Trang (Vietnam) | Ho Chi Minh-staden Publik: 10 Domare: Mai Hoàng Trang (Vietnam) |
| 16:00 UTC+7 | 16:00 UTC+7 |          |                 |                                        | Ho Chi Minh-staden Publik: 10 Domare: Mai Hoàng Trang (Vietnam) | Ho Chi Minh-staden Publik: 10 Domare: Mai Hoàng Trang (Vietnam) |

| 3           | 2 maj 2015  | Vietnam                                      | 3 – 2           | Burma                                   | Thống Nhất Stadium                                           |                                                              |
| 18:30 UTC+7 | 18:30 UTC+7 | Huỳnh Như 6′, 84′ Nguyễn Thị Minh Nguyệt 30′ | (2 – 2) Rapport | 13′ Khin Moe Wai 23′ Naw Ar Lo Wer Phaw | Ho Chi Minh-staden Publik: 200 Domare: Rita Ghani (Malaysia) | Ho Chi Minh-staden Publik: 200 Domare: Rita Ghani (Malaysia) |
| 18:30 UTC+7 | 18:30 UTC+7 |                                              |                 |                                         | Ho Chi Minh-staden Publik: 200 Domare: Rita Ghani (Malaysia) | Ho Chi Minh-staden Publik: 200 Domare: Rita Ghani (Malaysia) |
| 18:30 UTC+7 | 18:30 UTC+7 |                                              |                 |                                         | Ho Chi Minh-staden Publik: 200 Domare: Rita Ghani (Malaysia) | Ho Chi Minh-staden Publik: 200 Domare: Rita Ghani (Malaysia) |

| 7           | 4 maj 2015  | Burma                                             | 4 – 1           | Filippinerna      | Thống Nhất Stadium                                           |                                                              |
| 16:00 UTC+7 | 16:00 UTC+7 | Naw Ar Lo Wer Phaw 50′, 53′, 74′ Khin Moe Wai 66′ | (0 – 1) Rapport | 21′ Joana Houplin | Ho Chi Minh-staden Publik: 130 Domare: Rita Ghani (Malaysia) | Ho Chi Minh-staden Publik: 130 Domare: Rita Ghani (Malaysia) |
| 16:00 UTC+7 | 16:00 UTC+7 |                                                   |                 |                   | Ho Chi Minh-staden Publik: 130 Domare: Rita Ghani (Malaysia) | Ho Chi Minh-staden Publik: 130 Domare: Rita Ghani (Malaysia) |
| 16:00 UTC+7 | 16:00 UTC+7 |                                                   |                 |                   | Ho Chi Minh-staden Publik: 130 Domare: Rita Ghani (Malaysia) | Ho Chi Minh-staden Publik: 130 Domare: Rita Ghani (Malaysia) |

| 8           | 4 maj 2015  | Malaysia | 0 – 7           | Vietnam                                                                                               | Thống Nhất Stadium                                                      |                                                                         |
| 18:30 UTC+7 | 18:30 UTC+7 |          | (0 – 1) Rapport | 1′, 62′ Huỳnh Như 47′ Trần Thị Hồng Nhung 59′ Nguyễn Thị Nguyệt 78′, 82′, 90+1′ Nguyễn Thị Tuyết Dung | Ho Chi Minh-staden Publik: 1 200 Domare: Patchaya Boonprasit (Thailand) | Ho Chi Minh-staden Publik: 1 200 Domare: Patchaya Boonprasit (Thailand) |
| 18:30 UTC+7 | 18:30 UTC+7 |          |                 | | Ho Chi Minh-staden Publik: 1 200 Domare: Patchaya Boonprasit (Thailand) | Ho Chi Minh-staden Publik: 1 200 Domare: Patchaya Boonprasit (Thailand) |
| 18:30 UTC+7 | 18:30 UTC+7 |          |                 | | Ho Chi Minh-staden Publik: 1 200 Domare: Patchaya Boonprasit (Thailand) | Ho Chi Minh-staden Publik: 1 200 Domare: Patchaya Boonprasit (Thailand) |

| 12          | 6 maj 2015  | Burma                                        | 4 – 0           | Malaysia | Thống Nhất Stadium                                                   |                                                                      |
| 16:00 UTC+7 | 16:00 UTC+7 | Win Theingi Tun 43′, 46′ Yee Yee Oo 68′, 74′ | (1 – 0) Rapport |          | Ho Chi Minh-staden Publik: 50 Domare: Patchaya Boonprasit (Thailand) | Ho Chi Minh-staden Publik: 50 Domare: Patchaya Boonprasit (Thailand) |
| 16:00 UTC+7 | 16:00 UTC+7 |                                              |                 |          | Ho Chi Minh-staden Publik: 50 Domare: Patchaya Boonprasit (Thailand) | Ho Chi Minh-staden Publik: 50 Domare: Patchaya Boonprasit (Thailand) |
| 16:00 UTC+7 | 16:00 UTC+7 |                                              |                 |          | Ho Chi Minh-staden Publik: 50 Domare: Patchaya Boonprasit (Thailand) | Ho Chi Minh-staden Publik: 50 Domare: Patchaya Boonprasit (Thailand) |

| 11          | 6 maj 2015  | Filippinerna | 0 – 4           | Vietnam                                                            | Thống Nhất Stadium                                             |                                                                |
| 18:30 UTC+7 | 18:30 UTC+7 |              | (0 – 4) Rapport | 3′, 27′, 38′ (str.) Nguyễn Thị Minh Nguyệt 11′ Trần Thị Thùy Trang | Ho Chi Minh-staden Publik: 2 000 Domare: Rita Ghani (Malaysia) | Ho Chi Minh-staden Publik: 2 000 Domare: Rita Ghani (Malaysia) |
| 18:30 UTC+7 | 18:30 UTC+7 |              |                 |                                                                    | Ho Chi Minh-staden Publik: 2 000 Domare: Rita Ghani (Malaysia) | Ho Chi Minh-staden Publik: 2 000 Domare: Rita Ghani (Malaysia) |
| 18:30 UTC+7 | 18:30 UTC+7 |              |                 |                                                                    | Ho Chi Minh-staden Publik: 2 000 Domare: Rita Ghani (Malaysia) | Ho Chi Minh-staden Publik: 2 000 Domare: Rita Ghani (Malaysia) |

## Slutspel

### Slutspelsträd
|  | Semifinaler     | Semifinaler |   |                | Final      | Final |  |
|  |                 |             |   |                |            |       |  |
|  |                 |             |   |                |            |       |  |
|  | Australien U20  | 0           |   |                |            |       |  |
|  | Burma           | 1           |   |                |            |       |  |
|  |                 |             |   |                |            |       |  |
|  |                 |             |   |                |            |       |  |
|  |                 |             |   |                | Burma      | 2     |  |
|  |                 | Thailand    | 3 |                |            |       |  |
|  |                 |             |   |                |            |       |  |
|  |                 |             |   |                |            |       |  |
|  |                 |             |   |                | Bronsmatch |       |  |
|  |                 |             |   |                |            |       |  |
|  | Vietnam         | 1           |   | Australien U20 | 4          |       |  |
|  | Thailand (e.f.) | 2           |   |                | Vietnam    | 3     |  |

### Semifinaler
| 13          | 8 maj 2015  | Australien U20 | 0 – 1           | Burma            | Thống Nhất Stadium                                               |                                                                  |
| 16:00 UTC+7 | 16:00 UTC+7 |                | (0 – 0) Rapport | 51′ Khin Moe Wai | Ho Chi Minh-staden Publik: 300 Domare: Mai Hoàng Trang (Vietnam) | Ho Chi Minh-staden Publik: 300 Domare: Mai Hoàng Trang (Vietnam) |
| 16:00 UTC+7 | 16:00 UTC+7 |                |                 |                  | Ho Chi Minh-staden Publik: 300 Domare: Mai Hoàng Trang (Vietnam) | Ho Chi Minh-staden Publik: 300 Domare: Mai Hoàng Trang (Vietnam) |
| 16:00 UTC+7 | 16:00 UTC+7 |                |                 |                  | Ho Chi Minh-staden Publik: 300 Domare: Mai Hoàng Trang (Vietnam) | Ho Chi Minh-staden Publik: 300 Domare: Mai Hoàng Trang (Vietnam) |

| 14          | 8 maj 2015  | Vietnam             | 0000 1 – 2 (e.fl.) | Thailand             | Thống Nhất Stadium                                                |                                                                   |
| 19:30 UTC+7 | 19:30 UTC+7 | Nguyễn Thị Liễu 30′ | (1 – 0) Rapport    | 52′, 92′ Nisa Romyen | Ho Chi Minh-staden Publik: 13 000 Domare: Thein Thein Aye (Burma) | Ho Chi Minh-staden Publik: 13 000 Domare: Thein Thein Aye (Burma) |
| 19:30 UTC+7 | 19:30 UTC+7 |                     |                    |                      | Ho Chi Minh-staden Publik: 13 000 Domare: Thein Thein Aye (Burma) | Ho Chi Minh-staden Publik: 13 000 Domare: Thein Thein Aye (Burma) |
| 19:30 UTC+7 | 19:30 UTC+7 |                     |                    |                      | Ho Chi Minh-staden Publik: 13 000 Domare: Thein Thein Aye (Burma) | Ho Chi Minh-staden Publik: 13 000 Domare: Thein Thein Aye (Burma) |

### Bronsmatch
| 15          | 10 maj 2015 | Australien U20                                               | 4 – 3           | Vietnam                                                          | Thống Nhất Stadium                                                    |                                                                       |
| 16:00 UTC+7 | 16:00 UTC+7 | Kobie Ferguson 4′ Princess Ibini 56′, 90+1′ Beattie Goad 73′ | (1 – 2) Rapport | 11′ (mål.), 31′ Nguyễn Thị Minh Nguyệt 84′ Nguyễn Thị Tuyết Dung | Ho Chi Minh-staden Publik: 800 Domare: Patchaya Boonprasit (Thailand) | Ho Chi Minh-staden Publik: 800 Domare: Patchaya Boonprasit (Thailand) |
| 16:00 UTC+7 | 16:00 UTC+7 |                                                              |                 |                                                                  | Ho Chi Minh-staden Publik: 800 Domare: Patchaya Boonprasit (Thailand) | Ho Chi Minh-staden Publik: 800 Domare: Patchaya Boonprasit (Thailand) |
| 16:00 UTC+7 | 16:00 UTC+7 |                                                              |                 |                                                                  | Ho Chi Minh-staden Publik: 800 Domare: Patchaya Boonprasit (Thailand) | Ho Chi Minh-staden Publik: 800 Domare: Patchaya Boonprasit (Thailand) |

### Final
| 16          | 10 maj 2015 | Burma                                | 2 – 3           | Thailand                                                       | Thống Nhất Stadium                                               |                                                                  |
| 19:00 UTC+7 | 19:00 UTC+7 | Khin Moe Wai 55′ Win Theingi Tun 75′ | (0 – 1) Rapport | 36′ Kanjana Sungngoen 65′ Nisa Romyen 71′ Rattikan Thongsombut | Ho Chi Minh-staden Publik: 600 Domare: Mai Hoàng Trang (Vietnam) | Ho Chi Minh-staden Publik: 600 Domare: Mai Hoàng Trang (Vietnam) |
| 19:00 UTC+7 | 19:00 UTC+7 |                                      |                 |                                                                | Ho Chi Minh-staden Publik: 600 Domare: Mai Hoàng Trang (Vietnam) | Ho Chi Minh-staden Publik: 600 Domare: Mai Hoàng Trang (Vietnam) |
| 19:00 UTC+7 | 19:00 UTC+7 |                                      |                 |                                                                | Ho Chi Minh-staden Publik: 600 Domare: Mai Hoàng Trang (Vietnam) | Ho Chi Minh-staden Publik: 600 Domare: Mai Hoàng Trang (Vietnam) |